# Zwiesprache
Zwiesprache (Duits voor 'dialoog') is een compositie van Wolfgang Rihm voor solopiano.
In 1999 stond de wereld voor een (wellicht zelf opgeroepen) probleem; de Millenniumbug. De hele wereld hield zich bezig met de vraag of de computers de overgang van 1999 naar 2000 zouden overleven, een figuurlijke dood.

Tegelijkertijd had iedereen natuurlijk te maken met overledenen in de eigen kring, dat komt elk jaar voor, maar kreeg toen een extra lading. Ook Rihm bleek daar gevoelig voor. Zijn algemene houding is dat het sterven nu eenmaal bij het leven komt, maar een puur toevallige gebeurtenis is. Hij heeft het niet over doodgaan, maar over een overgang naar een andere levensfase. In 1999 werd het geconfronteerd met vier vrienden die overleden. Hij begon daarop een compositie. Toen deze af was en hij een voorwoord voor de plaatopname moest schrijven, overleed een vijfde vriend. 

Rihm heeft een compositie geschreven die bestaat uit dialogen met zijn overleden vrienden. Daarbij gaat hij uit van de visie van Paul Valéry die ooit eens schreef dat de "Dood diepzinnig tot ons spreekt, maar nooit wat zegt" (citaat uit Cahiers II, Gallimard).
En zo klinkt dan ook dit werk; het zijn kortdurende intieme verhaaltjes die de componist naar muziek heeft vertaald. Daardoor lijkt de muziek erg op die van Nature Pieces van Morton Feldman. Hier geen uitschieters in de dynamiek, maar rustig voortkabbelende pianomuziek, waarbij stilten net zo veel betekenis hebben als klinkende muziek.

## Delen
1. In Memoriam Alfred Schlee, een muziekuitgever;
2. In Memoriam Paul Sacher, een componist en musicus,
3. In Memoriam Heinrich Klotz, een expert op het gebied van kunst;
4. In Memoriam Hans Heinrich Eggebrecht, een musicoloog;
5. In Memoriam Hermann Wiesler, ook een expert op het gebied van kunst.

Het werk duurt in totaal 22 minuten. De eerste uitvoering was weggelegd voor Ursula Oppens op 2 maart 2000 in New York.

## Bron en discografie
- Kairos 12122, Siegfried Mauser achter de piano.